# Jules Dupré
Jules Dupré (5. april 1811 i Nantes – 6. oktober 1889 i l'Isle-Adam) var en fransk landskabsmaler.
Dupré lærte i malerkunst og først porcelænsfabrikationen, uddannede sig derefter debuterede på Parisersalonen 1831 med flere landskaber fra departement Vienne; et ophold i England, hvor han sikkert fik John Constables kunst at se, lærte ham bredere lys- og farveeffekter. Dupré har skildret med forkærlighed Frankrigs vestlige egne og valgte helst ganske enkle emner. Det indre af en bondegård, Kvæghjord, Landsby i Departement Landes, En hjord går over en bro i Berri, Compiègne-Skoven, Mose i Sologne etc., oftest flade landskaber med vid horisont, hvor lys og luft ret kan gøre sig gældende, og hvor den sluttede stemning skyldes den energi og inderlighed, hvormed maleren har levet sig ind i emnet. Dupré blev en af hovederne for Frankrigs berømte Paysage intime-malerskole; sin kraftige helhedsvirkning når han ved en meget pastos, til tider næsten reliefagtig farvepåsætning, der ikke gør synderlig rede for enkelthederne, men dog lader landskabets form komme til sin ret.
Broderen Léon Victor Dupré (1816-79) var en flink landskabsmaler særlig af flodbilleder, der uddannede sig efter sin ældre broder.